# 소명 (1984년 영화)
"소명"은 한국에서 제작된 최인현 감독의 1984년 영화이다. 강신성일 등이 주연으로 출연하였고 박종구 등이 제작에 참여하였다.

## 출연

### 주연
- 강신성일
- 이혜숙
- 신영일
- 박지훈

## 기타
- 조명: 김진도
- 녹음: 김병수